# Colijn de Coter

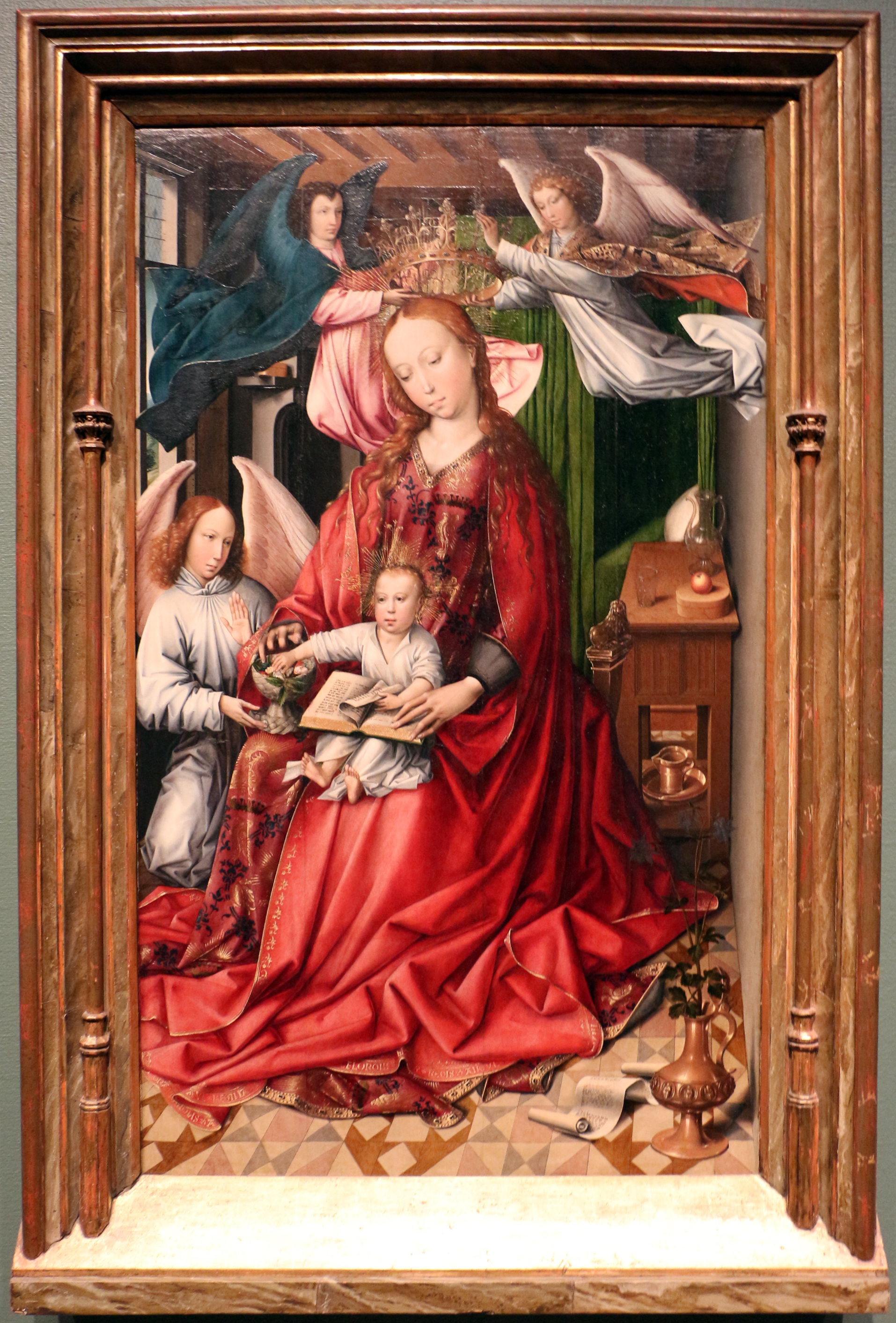
Von Engeln gekrönte Madonna mit Kind

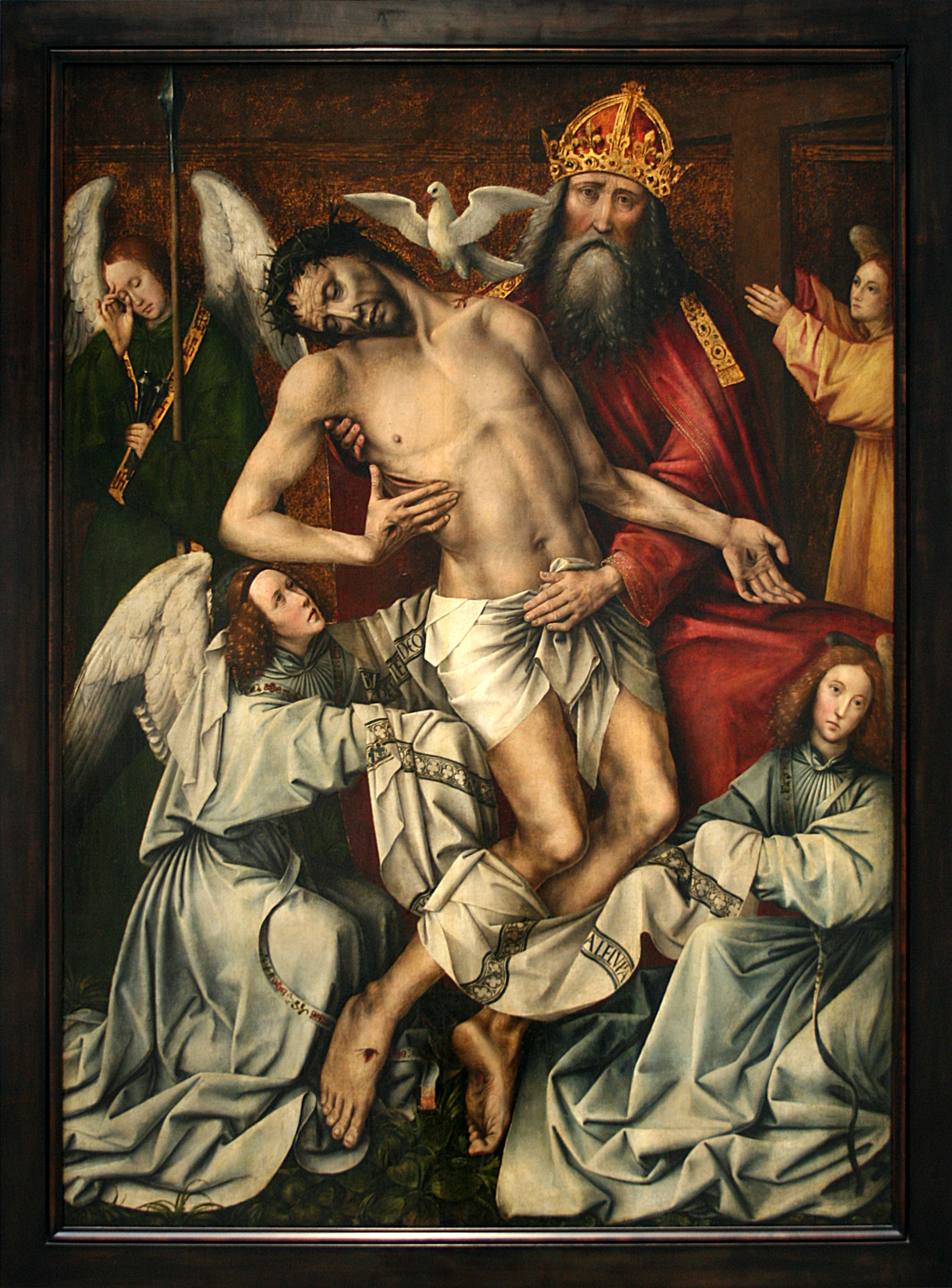
Die Heilige Dreifaltigkeit, mit Gott dem Vater, der Christus unterstützt

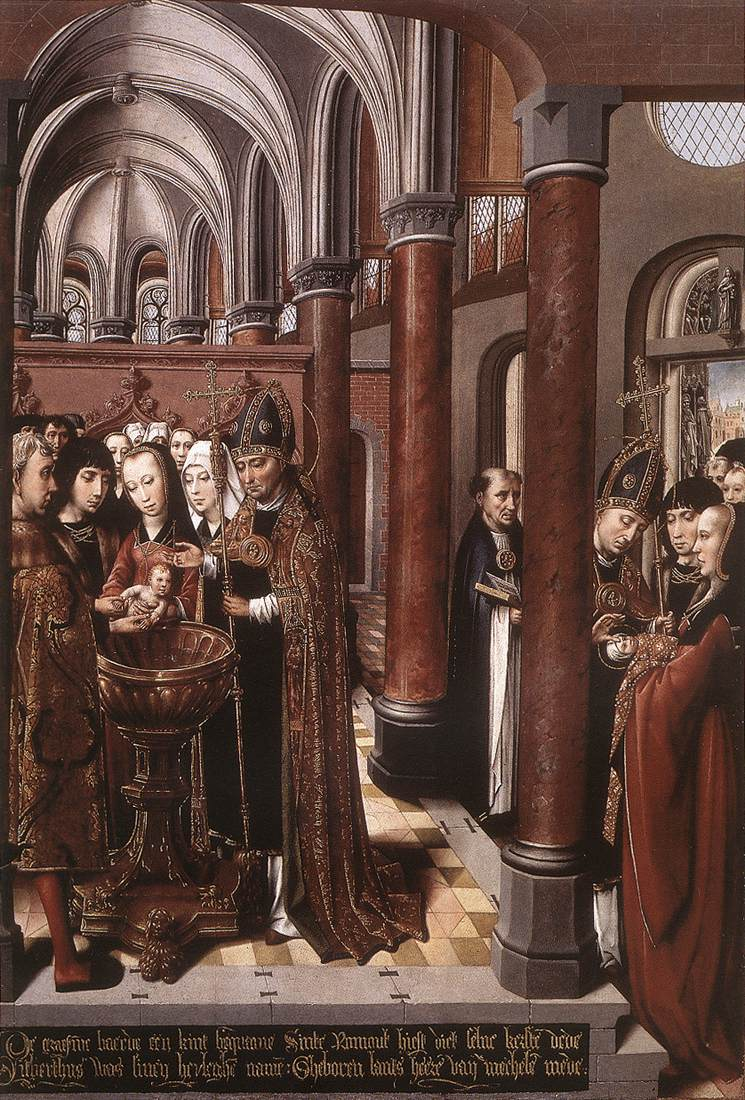
Taufe des hl. Libertus (1490)

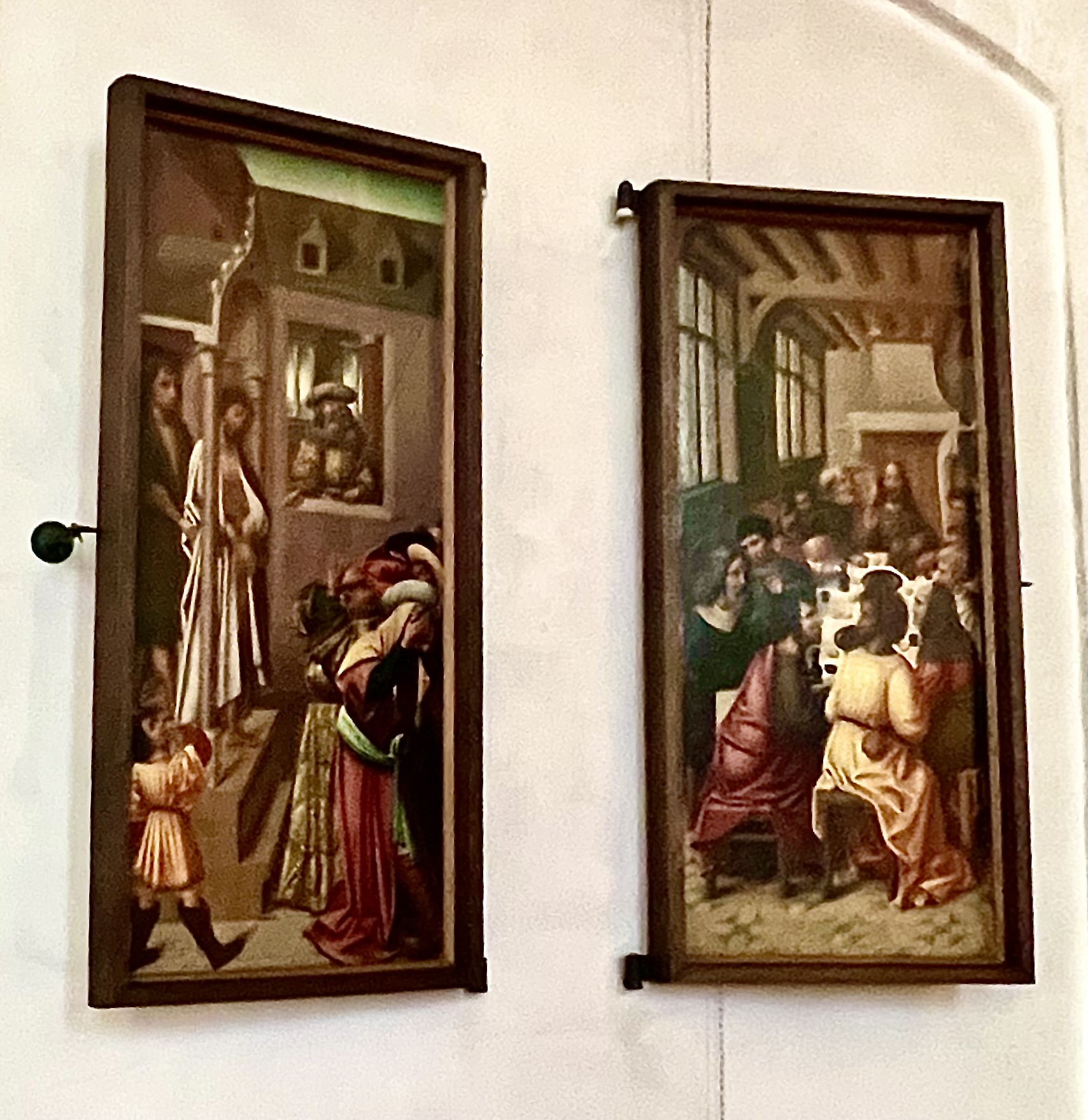
Flügel in der Schlosskirche Schleiden

Colijn de Coter (* 1450; † 1539 oder 1540) ist ein flämischer Maler, der in der zweiten Hälfte des 15. Jahrhunderts tätig war. Zu seinen Werken zählen unter anderem eine unter einem Baldachin sitzende Madonna, die von zwei Engeln gekrönt wird.

## Leben und Wirken
De Coter soll gemeinsam mit Vrancke van der Stockt und Pieter van der Weyden (1437–nach 1514) in Brüssel ein Schüler des Malers Rogier van der Weyden gewesen sein, der dort eine Schulde betrieb. Um 1493 kam er nach Antwerpen, zumindest wenn man von der Annahme ausgehen kann, dass er mit dem Colijn van Bruesele, der sich in den Antwerpener Gildelisten jener Zeit dort findet, identisch ist. Aus der Werkstatt de Coters kommt der Passionsaltar von Orsoy in der St.-Nikolaus-Kirche in Orsoy von dem nach diesem benannten Meister von Orsoy. Des Weiteren sollen in der Werkstatt zwei Altarflügel der Pfarrkirche in Schleiden und vier Flügel in St. Martin in Euskirchen stammen.